# Palpinus levis
Genre
Espèce
Palpinus levis, unique représentant du genre Palpinus, est une espèce d'opilions laniatores de la famille des Cosmetidae.

## Distribution
Cette espèce se rencontre au Costa Rica et au Mexique.

## Description
L'holotype mesure 5 mm.

## Publication originale
- Pickard-Cambridge, 1905 : « Order Opiliones. » Biologia Centrali-Americana, Zoology, Arachnida - Araneida and Opiliones, vol. 2, p. 561–610 (texte intégral).